# 孔塔馬納區
孔塔馬納區（西班牙語：Distrito de Contamana），是秘魯的一個區，位於該國東北部洛雷託大區的烏卡亞利省，始建於1900年10月13日，面積10,675.1平方公里，海拔高度134米，2005年人口21,873，人口密度每平方公里2.0人。